# Stazione di San Gottardo (Udine)
La stazione di San Gottardo è una fermata ferroviaria della linea Udine–Cividale a servizio del quartiere di San Gottardo, nella zona est di Udine. È il secondo impianto ferroviario del comune.

## Storia
La fermata fu inaugurata ed entrò in esercizio l'8 giugno 2008.

## Strutture e impianti
Il piazzale è composto dall'unico binario di corsa della linea ferroviaria. Una banchina, lunga 90 m, garantisce l'accesso ai treni da parte dell'utenza. Il marciapiede è sormontato da una pensilina in acciaio e in plexiglas. Nel piazzale antistante è presente un parcheggio, inizialmente dotato di circa trenta posti, che nel 2022 fu ampliato e rinnovato.

## Movimento
La fermata è servita dai treni regionali FUC che collegano la stazione di Udine a quella di Cividale.

## Servizi
- Biglietteria automatica

## Interscambi
- Fermata autobus